# Giovanni da Bologna
Giovanni da Bologna, eredeti nevén Jean Boulogne, Giambologna néven is ismert (Donai, 1524 k. - Firenze, 1608. augusztus 13.) németalföldi szobrász. Kezdeti munkásságát követően Itáliában tevékenykedett. Alkotóművészete fontos közbenső stílusfejlődési állomás Michelangelo és Bernini művészeti stíluskorszakai között.

## Élettörténete
Flandriai szülőhazájában sajátította el a mintázást, faragást. Mestere a Flandriában jónevű, Itáliát is megjárt Jacques Dubroeucq volt, akitől átvette az olaszos klasszicizáló formázó stílust.
Giambologna 1553 és 1555 között, maga is járt Rómában, ahol görög-római és reneszánsz szobrokat utánzó műveket készített. Az idős Michelangelóval való találkozásuk alkalmával az megbírálta egyik túlságosan kidolgozott modelljét, mielőtt még a figura alapvető mozdulatát eltalálta volna. Ezt sohasem felejtette el. Ezután, ha egy-egy kompozícióhoz készülődött, gondosan mintázott hozzá viaszból vagy agyagból vázlatokat. (Ezekből sok megmaradt (van belőle a londoni Victoria and Albert Museumban is).
Nagy hatással volt rá a hellenisztikus szobrászat technikai és anatómiai virtuozitása, a mozgó figurák merész csoportjainak alakítása - többek között az 1546 táján előkerült „Farnese-bika” (Museo Nazionale, Nápoly).
Visszaútján felkereste Firenzét, hogy a kora reneszánsz mesterek és Michelangelo szobrászatát tanulmányozza. Szállásadója Bernardo Vecchietti gazdag művészetpártoló volt, aki felismerve a művész tehetségét, anyagi támogatást biztosított számára, valamint bevezette a firenzei művészet világába, bemutatta a későbbi nagyherceg, Francesco de’ Medicinek is, aki a Firenzében való letelepedésre bátorította. 1561-től a Mediciek havi javadalmazásban részesítették. Kezdetben nem időtálló anyagokból készített nyilvános ünnepségekhez plasztikákat, bronz- és márványszobrokat a Medici-kertekbe, és közben tökéletesítette magát a bronz kisplasztika népszerű műfajában is.
Tulajdonképpen ettől az időtől számítjuk Gianbolgna saját kialakult stílusának megjelenését, aminek alapvető forrása Michelangelo és követői – Niccolò Tribolo és Pierino da Vinci – firenzei munkáiban található, de egyéni átlényegítéssel. Figuráit eltúlzott, a klasszikus normákat sokszor messze meghaladó kontraposzt, a kompozícióit kígyózó tengely és lángszerű körvonal jellemzi. Stílusával új életet vitt a firenzei szobrászatba, amely a század közepe táján Baccio Bandinelli és Benvenuto Cellini munkáinak következtében már akadémikussá merevedett.

## Kiemelkedő munkái

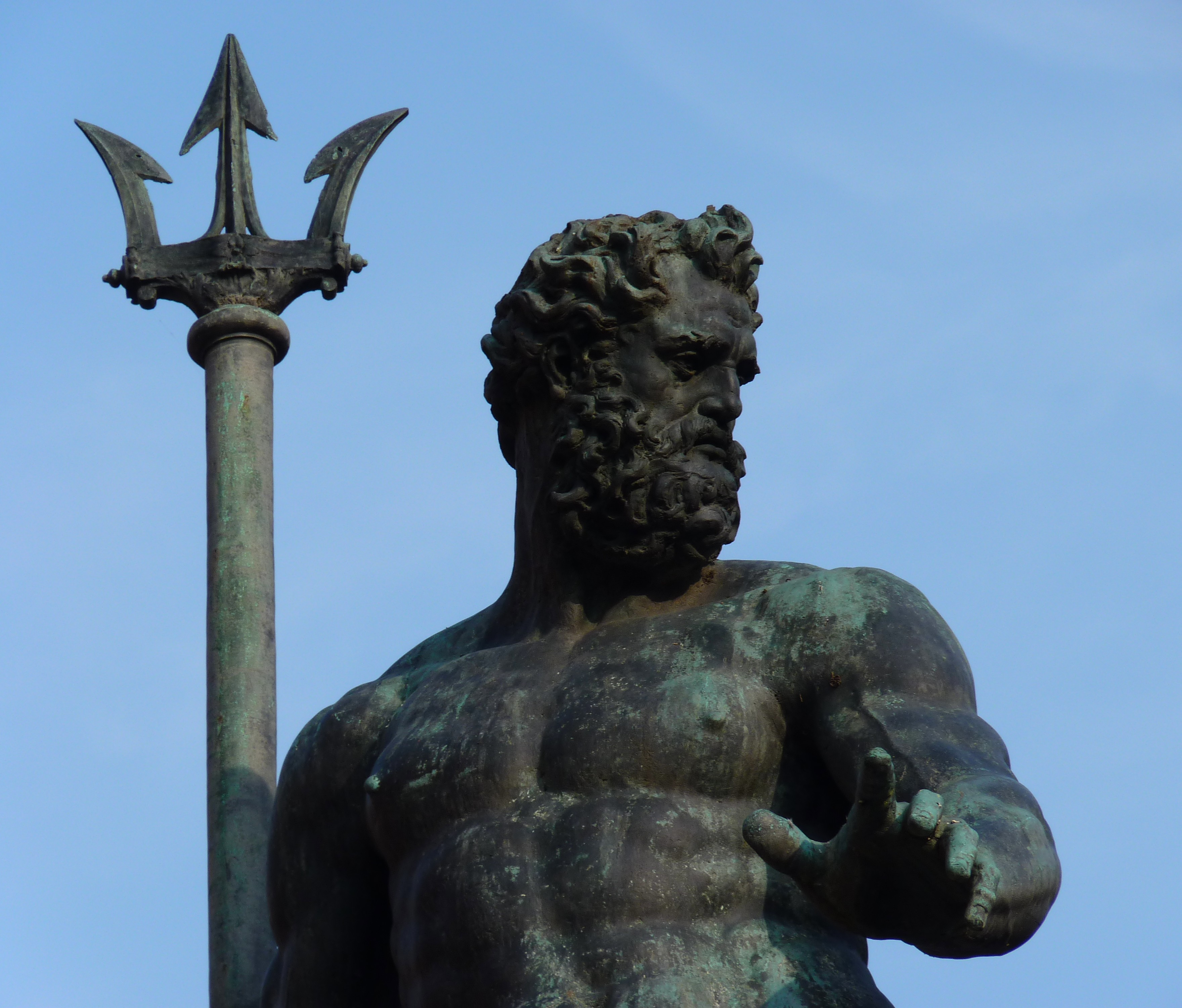
A bolognai Neptun-szökőkút fő alakja

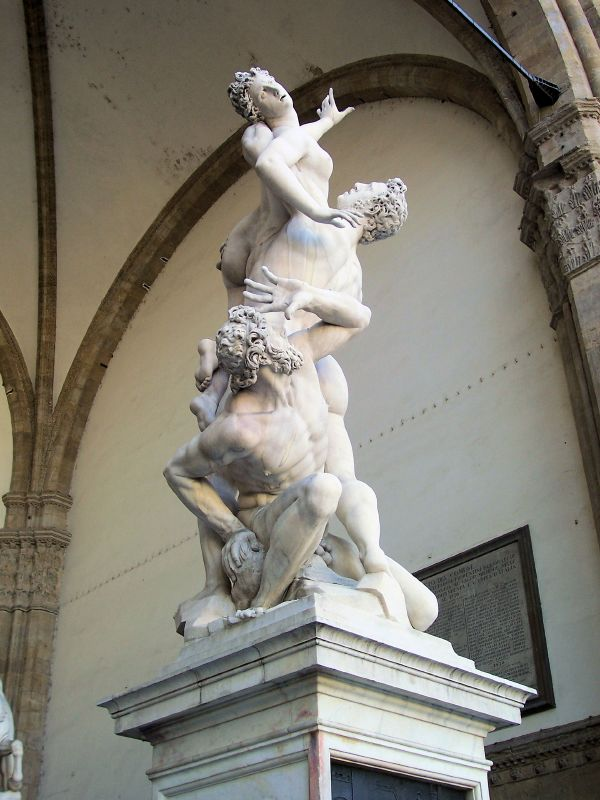
A szabin nők elrablása

- Bolognai Neptun kút bronzfigurái a piazza del Nettunón (1563)

A kút kompozíciója piramis alakú, alatta életteljes, érzékien mintázott alakokkal. Ezek viszik felfelé a tekintetet az óriási Neptun-figurához, amelynek dinamikusan csavarodó mozgását csak egy pillanatra tartóztatja fel a kar mozdulata és a fej éles elfordulása. Hellenisztikus és michelangelói motívumok ötvöződtek itt egy új, eredeti kompozícióvá.
- Repülő Mercurius

Valószínűleg bolognai tartózkodása idején alkotta meg a később sokszor megismételt „repülő" Mercurius-figurájának első változatát. Ez lett leghíresebb kompozíciója. Egy „ I B" monogrammal jelzett kisméretű példányát (Bécs: Kunsthistorisches Museum) a Mediciek 1565-ben diplomáciai ajándékként küldték el a német-római császárnak. A firenzei Museo Nazionaléban levő nagyobb méretű bronzpéldánya későbbi öntvény. Az alak igen eleven, de szépen kiegyensúlyozott mozdulata sokban támaszkodik a korábbi bronzszobrok megoldásaira is.
- A Pisa fölött győzedelmeskedő Firenze (Firenze, Museo Nazionale)

Firenzébe való visszatértét követően megbízást kapott Francesco de'Medicitől az első nagyméretű márványszobrára. Tulajdonképpen politikai allegória volt ez – és párdarabnak szánták Michelangelo „Győzelem” című szobrához.
- Sámson és a filiszteus-kompozíció

A Medici megrendelés elkészülte után következett ennek a kifaragása, amely egy nagy kút központi csoportjának volt szánva (London, Victoria and Albert Museum).
- A szabin nők elrablása

Ez Giambologna harmadik nagy márványcsoportja (1579-82, Firenze, Loggia dei Lanzi). Monumentális szobrászi pályafutásának csúcsára ért el a három figura egységes csoporttá szervezésével.
- I. Cosimo de' Medici lovas szobra

A monumentális szobrászat műfajában másik kiemelkedő teljesítménye (Firenze, piazza della Signoria), s ezzel olyan prototípust hozott létre, amelyet már nemsokára Európa csaknem valamennyi uralkodója lemásoltatott.
- Bronz kisplasztikák

Ezek óriási tömegében, amelyek Giambologna, illetve első segédje, Francesco Susini személyéhez köthetők, többségükben eredeti kisméretű kompozíciók, nem pedig más, nagyméretű szobrok kicsinyített változatai.

## Művészettörténeti jelentősége
Giambologna munkássága jelentős hatással volt az itáliai és az északi művészetre. Kisplasztikái olyan impozáns ajándéktárgyak voltak, amelyek gyorsan elterjedtek az európai udvarokban és műhelyekben. Befolyását az is erősítette, hogy később tanítványai közül jó néhányan jónevű, keresett művészek lettek az európai udvarokban (közéjük tartozott Adrian de Vries, Hubert Gerhard és Hans Reichle).
Giambologna személyisége és munkája fontos helyet tölt be a szobrászat történetében, mert közbenső fejlődési stádiumot képez híresebb pályatársai, Michelangelo és Bernini között. Az általa képviselt stílus csak akkor szorult háttérbe, amikor a barokk meghódította Rómát.